# Sant Jaume d'Almenara
Sant Jaume d'Almenara és una església del municipi de Santa Coloma de Queralt (Conca de Barberà) inclosa en l'Inventari del Patrimoni Arquitectònic de Catalunya.

## Descripció
És un edifici en runes, actualment queden només els murs de la nau. Les successives reformes fetes a l'edifici original van configurar la planta rectangular que ha arribat als nostres dies. S'evidencien almenys tres processos d'obra.
La zona presbiteral mostra un aparell rectangular de mida mitjana, col·locat horitzontalment i en filades sobreposades. A la part baixa del mur nord es troben el mateix tipus de carreus.
A la zona dels peus de l'edifici, en el mur nord i sud hi ha un aparell quadrat i tallat regularment a cops d'escoda, que es disposa en el mur en filades verticals i horitzontals alternades.
A la part del presbiteri, tres filades de carreus, diferents dels anteriors, assenyalen l'arrencada d'una volta. Són de proporcions regulars, tallats a cops d'escoda i disposats en el mur de forma isòdoma.
El portal d'accés s'obria en el mur sud. És d'arc de mig punt dovellat i sense decoració. La coberta ha desaparegut totalment. El presbiteri estava cobert amb volta.

## Història
El 1185 apareix documentat el castell. Durant el segle xii, Almenara va passar a dependre de la família Queralt que senyorejava a Santa Coloma. No són nombroses les referències a l'església de Sant Jaume. Segons Francesca Español va ser construïda al llarg del segle xi, si bé les primeres referències no es troben fins a les acaballes del segle xiii, quan hi ha un seguit de llegats testamentaris (documentació de l'escrivania pública de Santa coloma). Sabem també que durant el segle xiv diversos donats van tenir cura del servei de l'església.